# スタッド・コンタクト集電システム
スタッド・コンタクト集電システム(Stud contact)とは路面電車の地表集電方式の一種。

## 概要

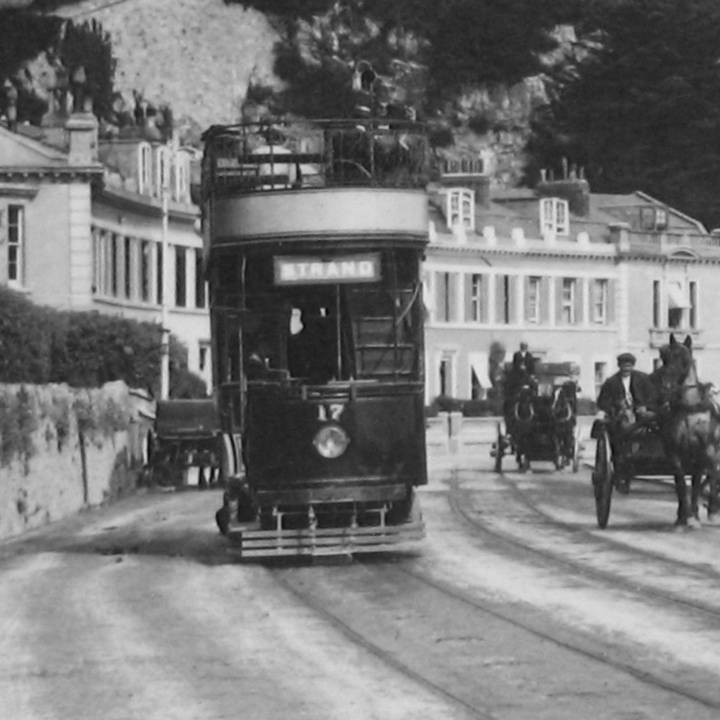
イギリス・トーキーの路面電車で使われていたスタッド・コンタクト方式

架線給電とは異なり、景観を損ねないので主に都市部で使用されてきた。給電用の電路を地中に埋め込んだ方式で路面中央に杭が磁力の吸引力によって上昇すると地中の電路と接続して通電する構造で電路が露出している第三軌条方式と集電方法は似ているものの、磁力で吸引しない限り、通電しないので安全性が高く、一部の都市で使用されたものの、設備の点検、補修に手間がかかるため、次第に架線方式に置き換わった。
鉄道模型ではメルクリン製の軌道の枕木に点接式の集電用の電極が露出している。